# Forat de conjunció
|  | No s'ha de confondre amb Forat vertebral. |

El forat de conjunció o forat intervertebral és un forat entre dues vèrtebres consecutives. Les vèrtebres cervicals, dorsals i lumbars tenen forats intervertebrals. Cada parell de vèrtebres en aquestes zones delimiten un parell d'aquests forats.
Cada forat intervertebral està delimitat per l'osca inferior de la vèrtebra superior, l'osca superior de la vèrtebra inferior, l'articulació intervertebral i el disc intervertebral.
A través dels forats passen diverses estructures. Aquestes són l'arrel de cada nervi espinal, l'artèria espinal de l'artèria segmentària, les venes comunicants entre els plexes intern i extern, els nervis meningis recurrents (sinovertebrals) i els lligaments transforaminals.
Quan les vèrtebres estan articulades entre si, els cossos formen un pilar fort que sosté el cap i el tronc, i el forat vertebral constitueix un canal per a la protecció de la medul·la espinal.
La mida dels forats és variable a causa de la col·locació, la patologia, la càrrega espinal i la postura.
Els forats es poden ocluir per canvis degeneratius artròsics i lesions que ocupen l'espai com tumors, metàstasis i hèrnies discals.